# Encyclopaediæ, seu orbis disciplinarum, tam sacrarum quam prophanarum, epistemon
Encyclopaediæ, seu orbis disciplinarum, tam sacrarum quam prophanarum, epistemon је рана енциклопедија коју је на латинском језику написао полихистор Павао Скалић. Први пут је објављен у Базелу 1559. и поново је штампана у Келну у Немачкој 1571. године.
Често се сматра да је то прва енциклопедија која је у свом наслову користила термин енциклопедија.